# Björklinge
Björklinge er en lille by beliggende i Uppsala Kommune i Uppsala län i landskabet Uppland i Sverige. Den har 3.418 (2023) indbyggere.